# Augustinermuseum
Het Augustinermuseum is een museum in Freiburg in de Duitse deelstaat Baden-Württemberg. Het is gewijd aan kunst- en cultuurgeschiedenis, met name uit de regio rondom het stroomgebied van de Rijn in Duitsland. Het is gevestigd in een voormalig klooster van de Augustijnen.

## Collectie
Te zien zijn onder meer kunststukken uit de Middeleeuwen en de Barokperiode, stukken uit de kunstenaarskolonie van Gutach, schilderskunst uit de 19e eeuw,  70.000 grafieken, gotische wandtapijten, glaskunst, keramiek, uurwerken, antieke meubels, textiel, munten, wapens en muziekinstrumenten zoals een pijporgel uit het begin van de 18e eeuw.
De begane grond toont de stedelijke oudheidkundige collectie die het sinds 1861 in het bezit heeft. Bij de heropening in 2010 zijn er nieuwe vertrekken ingericht, zoals een  sculpturenhal met tien grote sculpturen en een schatkamer met goud- en zilverwerk en kunstwerken uit bergkristal. Naast de vaste collectie zijn er wisselende exposities te zien.

## Geschiedenis
Na een jarenlange verbouwing vanaf 1914 werd het museum in 1923 geopend. Een vertragende factor was de Eerste Wereldoorlog, waardoor fondsen niet beschikbaar kwamen. Ook moesten  de oorspronkelijke plannen verschillende malen gewijzigd worden. Sinds 2004 wordt een grondige renovatie uitgevoerd. Het museum werd heropend in 2010, hoewel de renovatiewerkzaamheden nog voortduren (naar planning tot 2018).

## Galerij

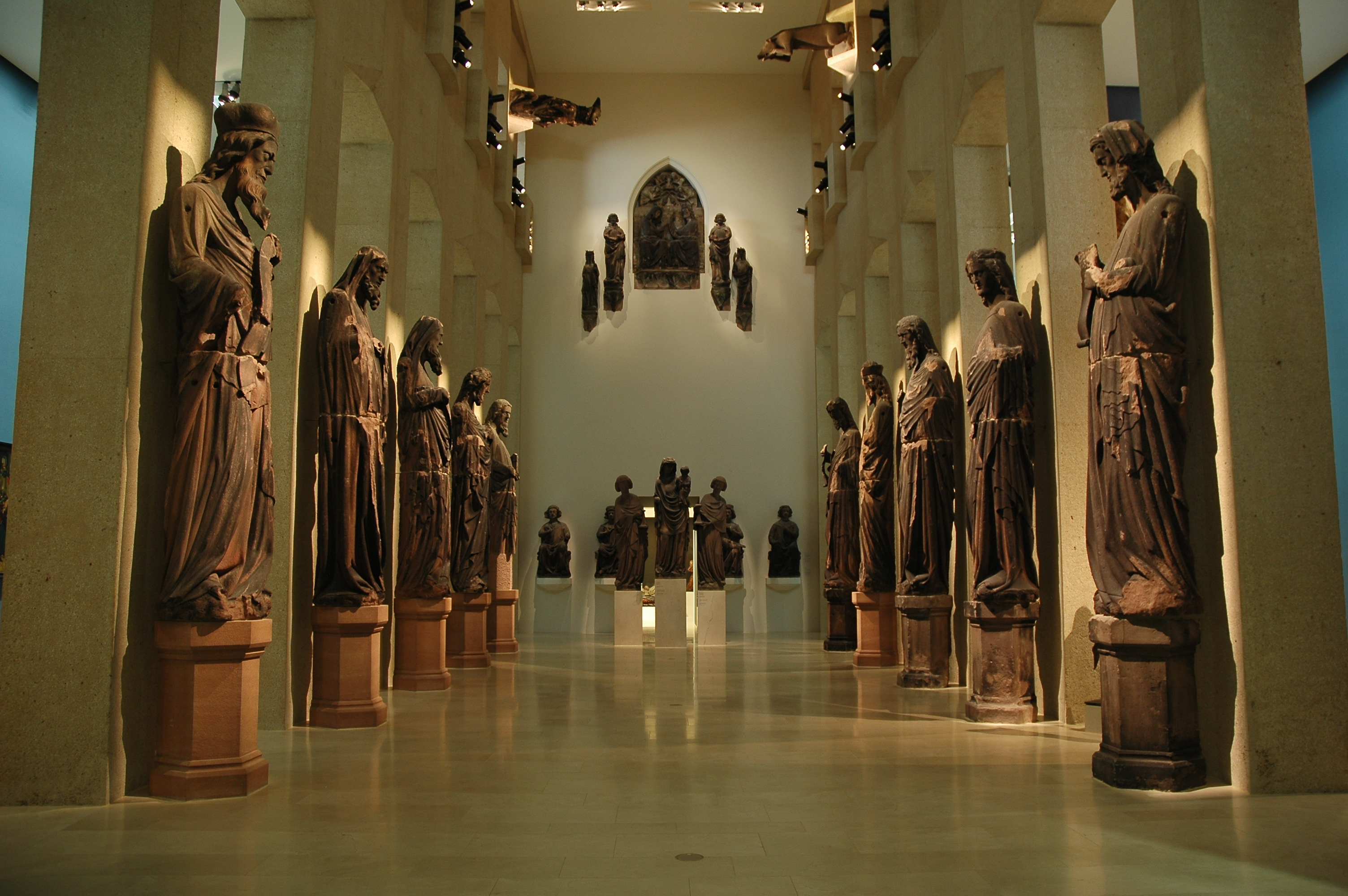
Sculpturenhal
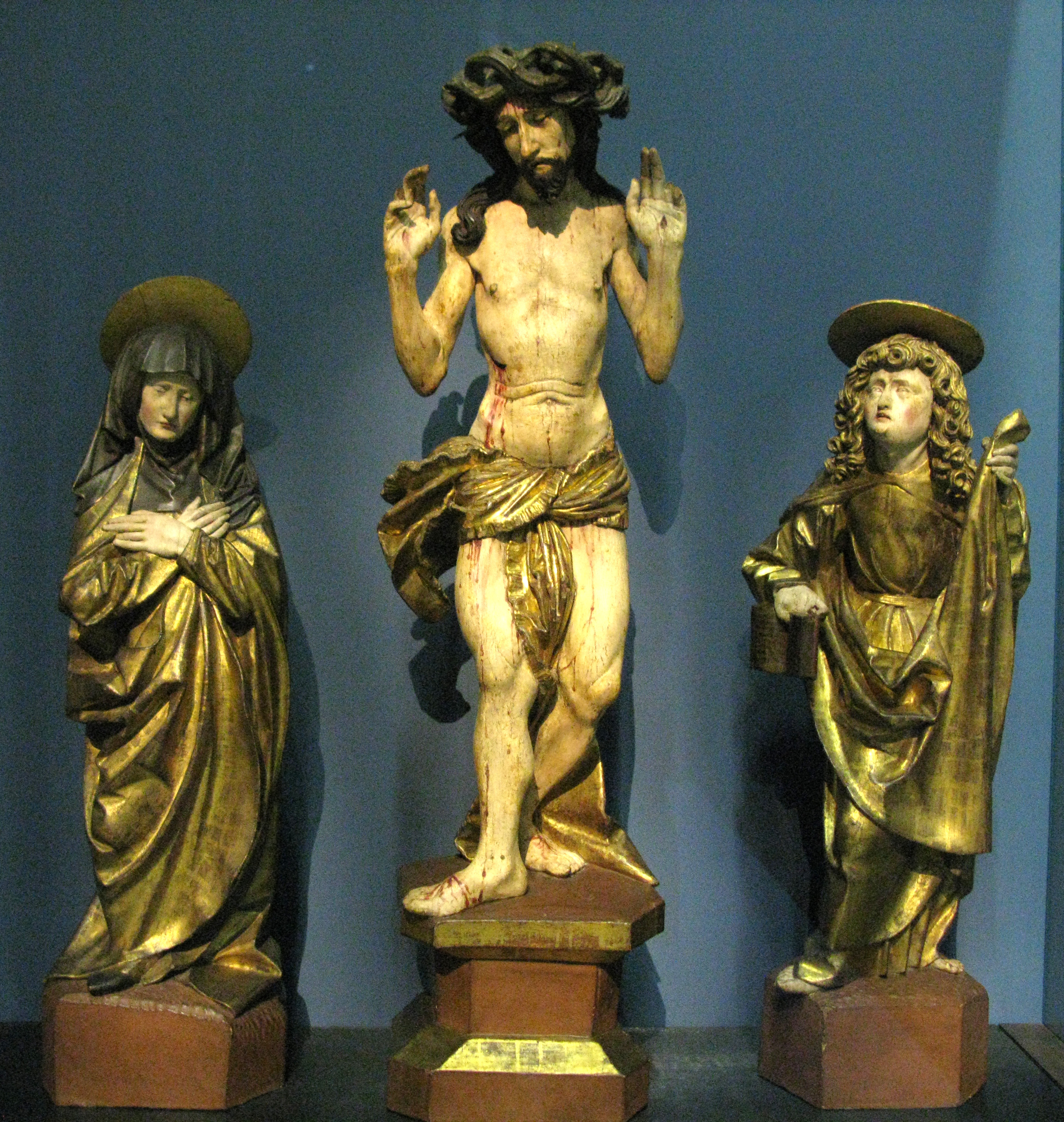
Man van smarten, 1505
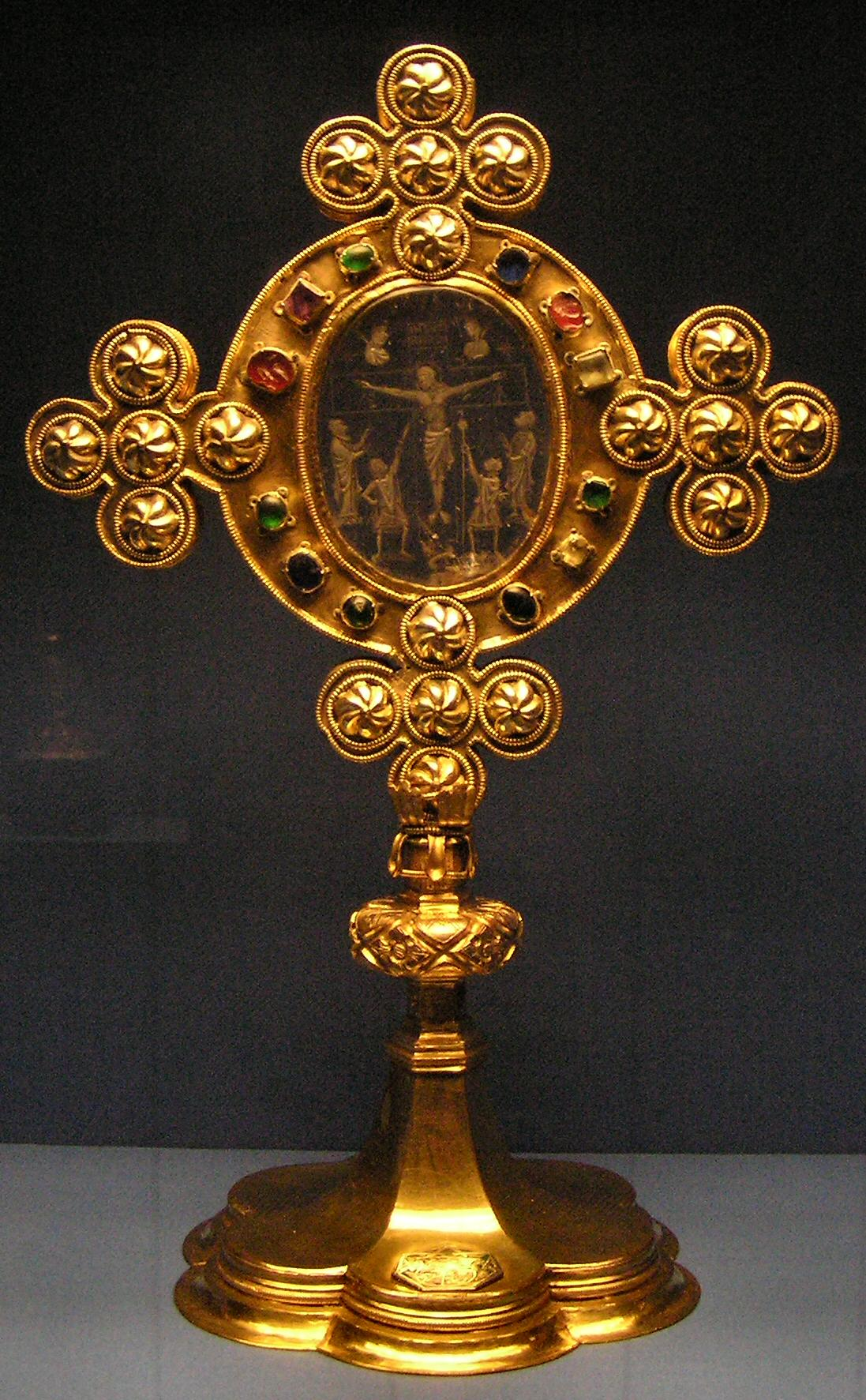
Kunstwerk van bergkristal
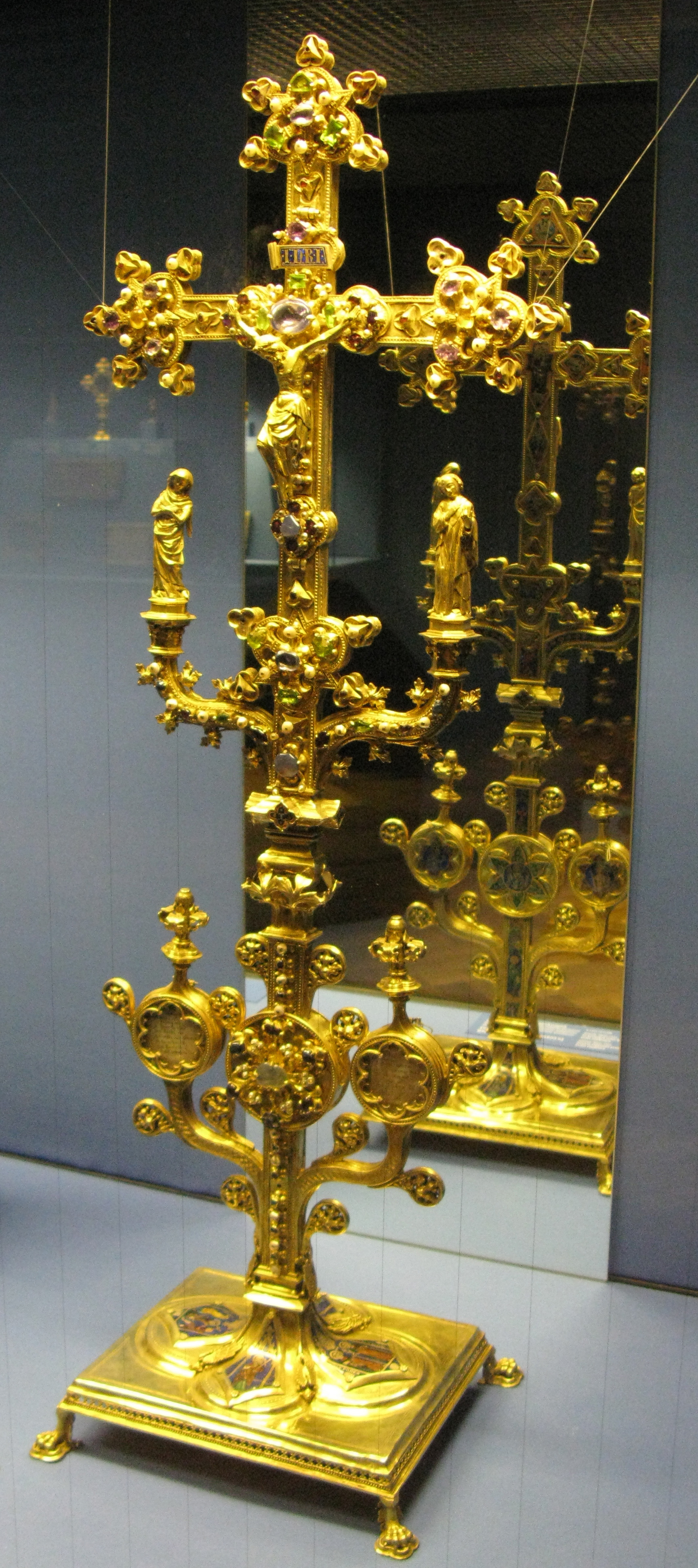
Liebenauer Kreuz
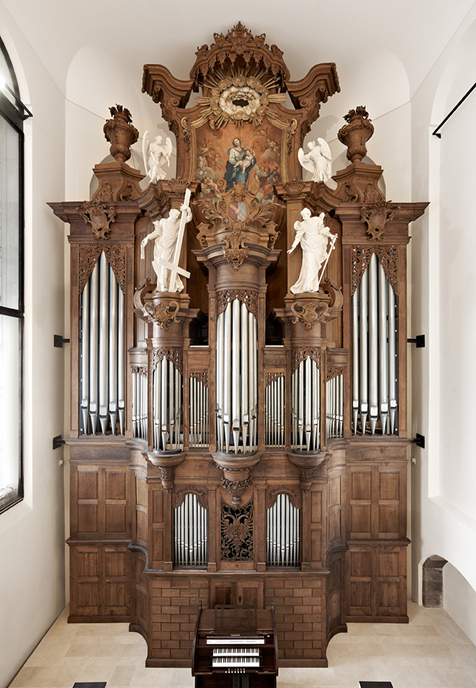
Pijporgel, begin 18e eeuw